# Sulpice Huguenin
Pour les articles homonymes, voir Huguenin.
Sulpice Huguenin, né en 1750 en Lorraine et mort le 10 septembre 1812 à Passy, est un révolutionnaire français.

## Biographie
Ayant reçu une bonne éducation, Il vécut à Montbéliard puis débuta avec succès comme avocat au barreau de Nancy avant la Révolution. En 1778, il obtint un prix de l’Académie de Lyon pour son Mémoire sur les Étangs, publié en 1779 à Lyon, in-8°. Contraint de changer de carrière par de mauvaises relations qui l’entrainèrent dans la débauche, il s'engagea dans les carabiniers, déserta peu après et partit pour Paris où il entra à l'octroi comme commis en 1789.
Lorsque la révolution éclata, il devint l’un des chefs des émeutiers du faubourg Saint-Antoine. Il figura dans tous les mouvements populaires de la capitale, et on le vit beaucoup lors de la prise de la Bastille le 14 juillet 1789. Figure du faubourg Saint-Antoine, il fut très actif pendant la Journée du 20 juin 1792, où il est considéré comme le chef des émeutiers qui, après avoir envahi l’Assemblée législative, se précipitèrent sur les Tuileries. Dans la nuit du 9 au 10 aout suivant, il conduisit les insurgés qui chassèrent la municipalité, il fut nommé membre de la Commune de Paris dont il se fit aussitôt nommer président.
Ayant commis des dilapidations et des vexations de tous genres, il fut, à la fin du mois d'aout, accusé avec les autres commissaires provisoires du Conseil général de la Commune, de détournement de fonds publics par une députation de la section des Lombards. Malgré ses promesses, il ne se justifia pas. Le 30 aout, il signa, avec Méhée-Latouche et Tallien des ordres qui remplirent les prisons de Paris de détenus. Le 2 septembre, déclarant la patrie en danger, il donna le signal du massacre de ceux qu’il venait de faire arrêter. 
Par la suite, le Conseil exécutif l’envoya, avec Siblot, en mission à Chambéry (26 septembre 1792), Lyon et Bruxelles, où il aurait achevé de s’enrichir. Prudhomme l’a accusé d’avoir fait transporter dans son domicile du faubourg Saint-Antoine douze chariots pleins de meubles, tableaux et effets précieux enlevés aux châteaux princiers de Belgique. Entré au ministère de la guerre sous Bouchotte, il devint l'adjoint du général Ronsin.
Locataire avec sa femme, en 1793, d'une belle villa à Passy appartenant à l'avoué et huissier priseur Peureux de Meslay, il y recevait fastueusement Jacques-René Hébert, le riche banquier hollandais Jean Conrad de Kock et le fournisseur du Légion batave, Jean-Jacques de Beaune. De nouveau accusé de concussion devant le conseil général de la commune, qui l’obligea à rendre compte de ses missions, le 14 septembre 1793, Marat et Pache le défendirent, le premier publiant son panégyrique dans le no 236 de l'Ami du peuple au début de juillet 1793. Il invoqua ses services révolutionnaires, et réussit à détourner la condamnation qui semblait devoir le frapper, mais il fut destitué de ses fonctions en pluviôse an II lors de l'instruction du procès des Hébertistes, échappant, à la différence de de Kock et de Beaune, à la guillotine. Depuis, il n’occupa plus aucune fonction publique, et mourut dans l’obscurité.

## Sources
- Jules Michelet, Histoire de la Révolution française.